# Улица Станюковича (Кронштадт)
Улица Станюко́вича — улица в Кронштадте. Располагается в микрорайоне 19-й квартал. Соединяет улицу Гидростроителей с улицей Литке. Пролегает к югу от пересечения Кронштадтского шоссе с КАД Санкт-Петербурга.
Нумерация домов осуществляется с востока на запад. Протяжённость магистрали — 485 метров.

## История

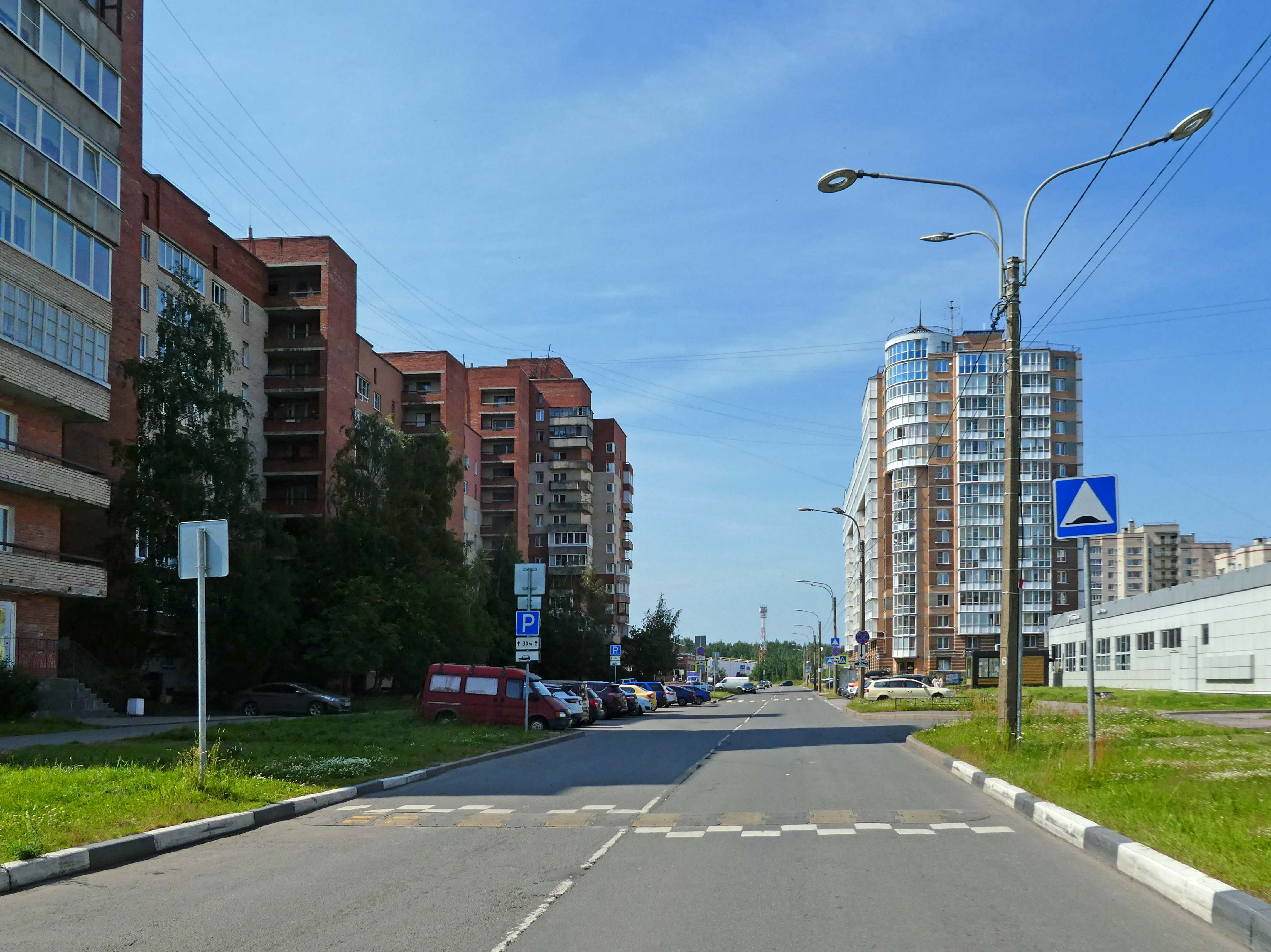
Вид на запад (в сторону улицы Гидростроителей)

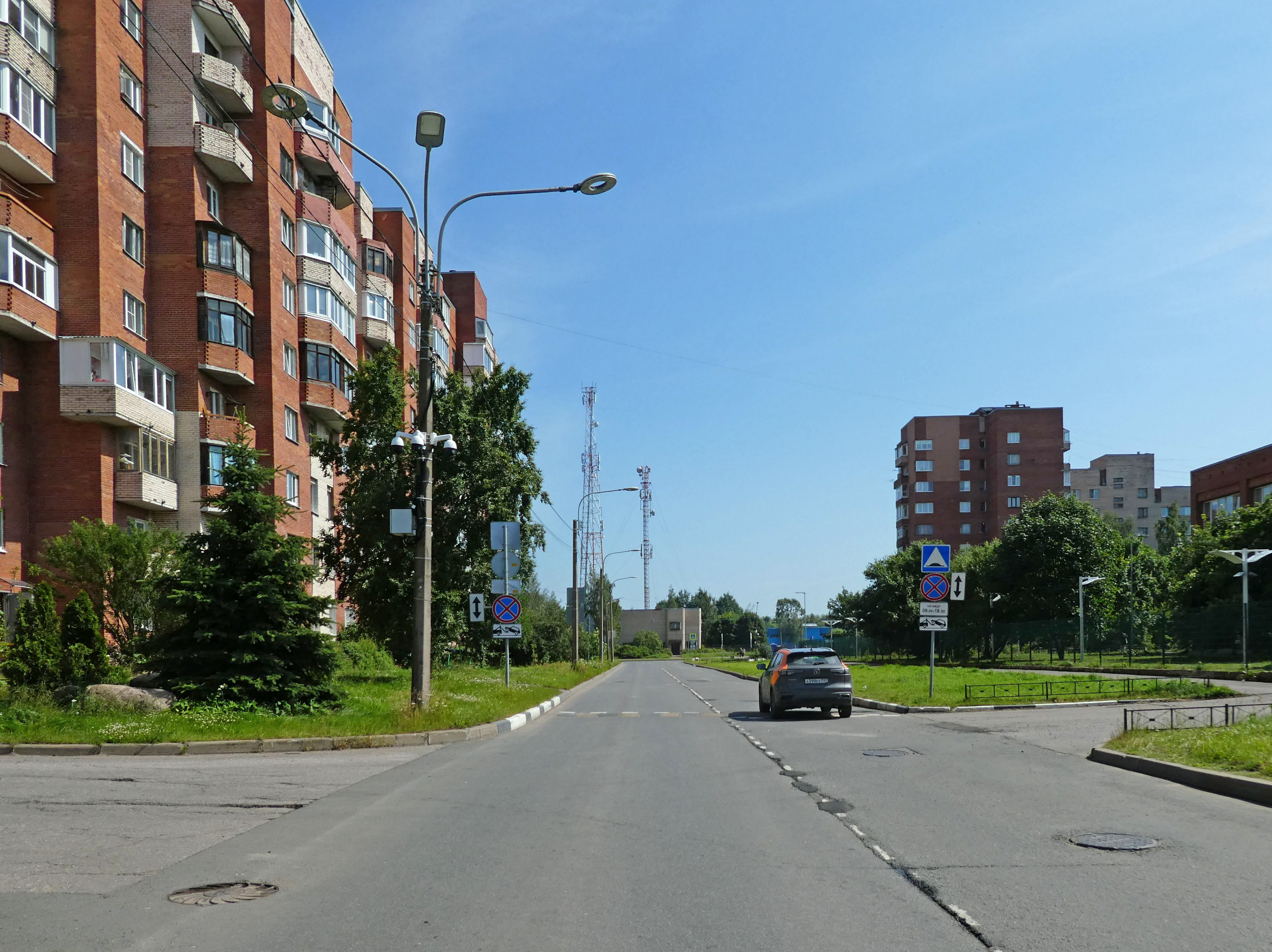
Вид на восток (в сторону улицы Литке)

Улица заложена 12 декабря 1983 года, в день основания самого микрорайона. Названа в честь русского писателя К. М. Станюковича, служившего в Кронштадте в 1857—1864 годах, основными мотивами произведений которого были темы, связанные с военно-морским флотом.

## Объекты городской среды
Нечётная сторона:
- дом 3 — СБРФ, Приморское отделение, филиал 2003/0770
- дом 5 — универсам «Пятёрочка», почтовое отделение № 197761
- дом 9 —  высотный жилой дом (13-15 этажей), один из немногих примеров коммерческого строительства в Кронштадте в начале XXI века[4].

Чётная сторона:
- дом 4 — ГОУ Средняя общеобразовательная школа № 418
- дом 8 — торговый комплекс
- дом 10 — ГДОУ № 18 Кронштадтского района[5]

## Транспорт
- Автобусы: № 2Кр, 3Кр, 101[6].

## Пересечения
- улица Гидростроителей
- улица Литке